# Eucalyptus dives
Eucalyptus dives o eucalipto mentolado es una especie de eucalipto perteneciente a la familia de las mirtáceas.

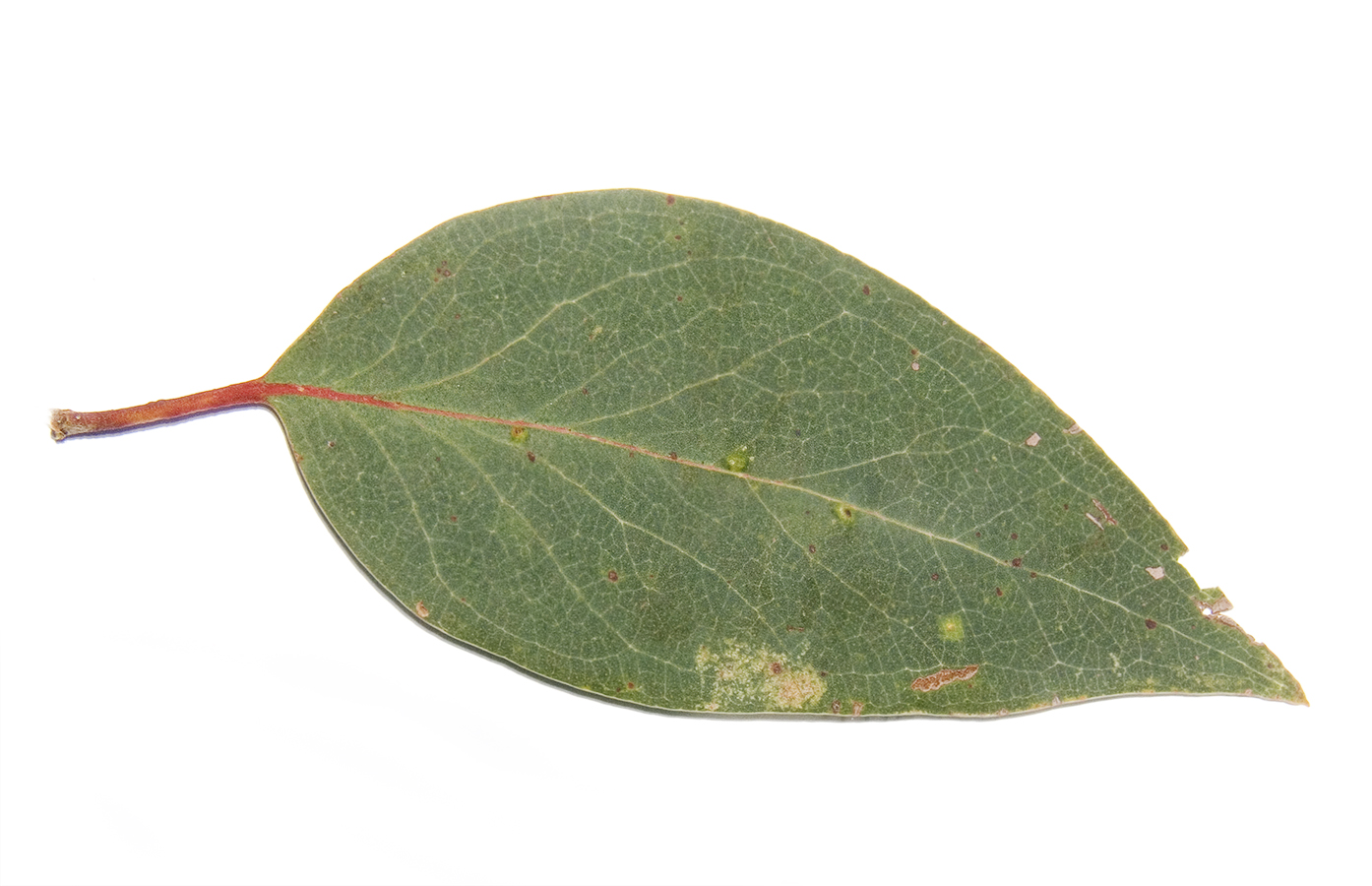
Hoja adulta

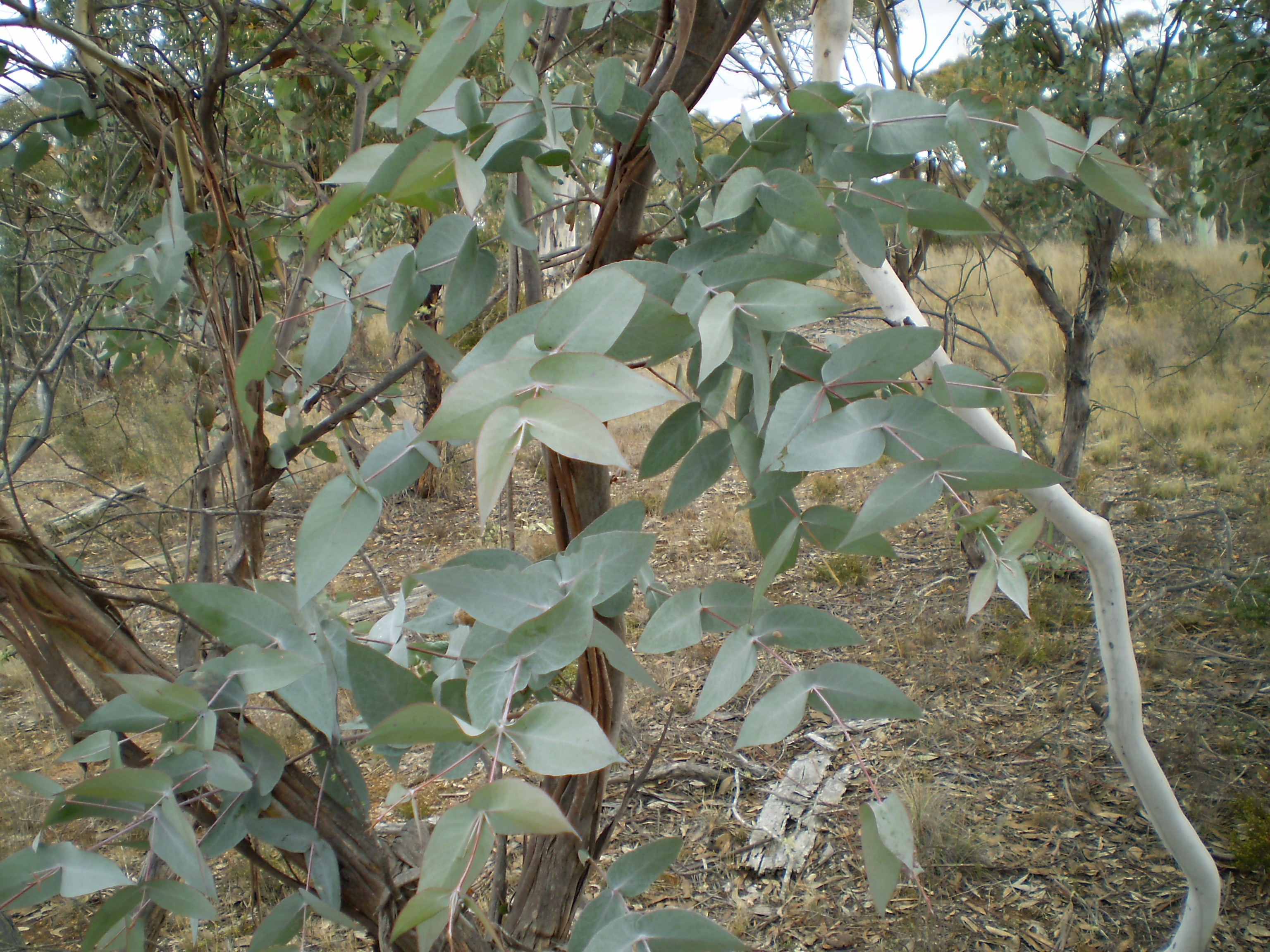
Follaje juvenil de quemotipo piperitona, Eucalyptus dives

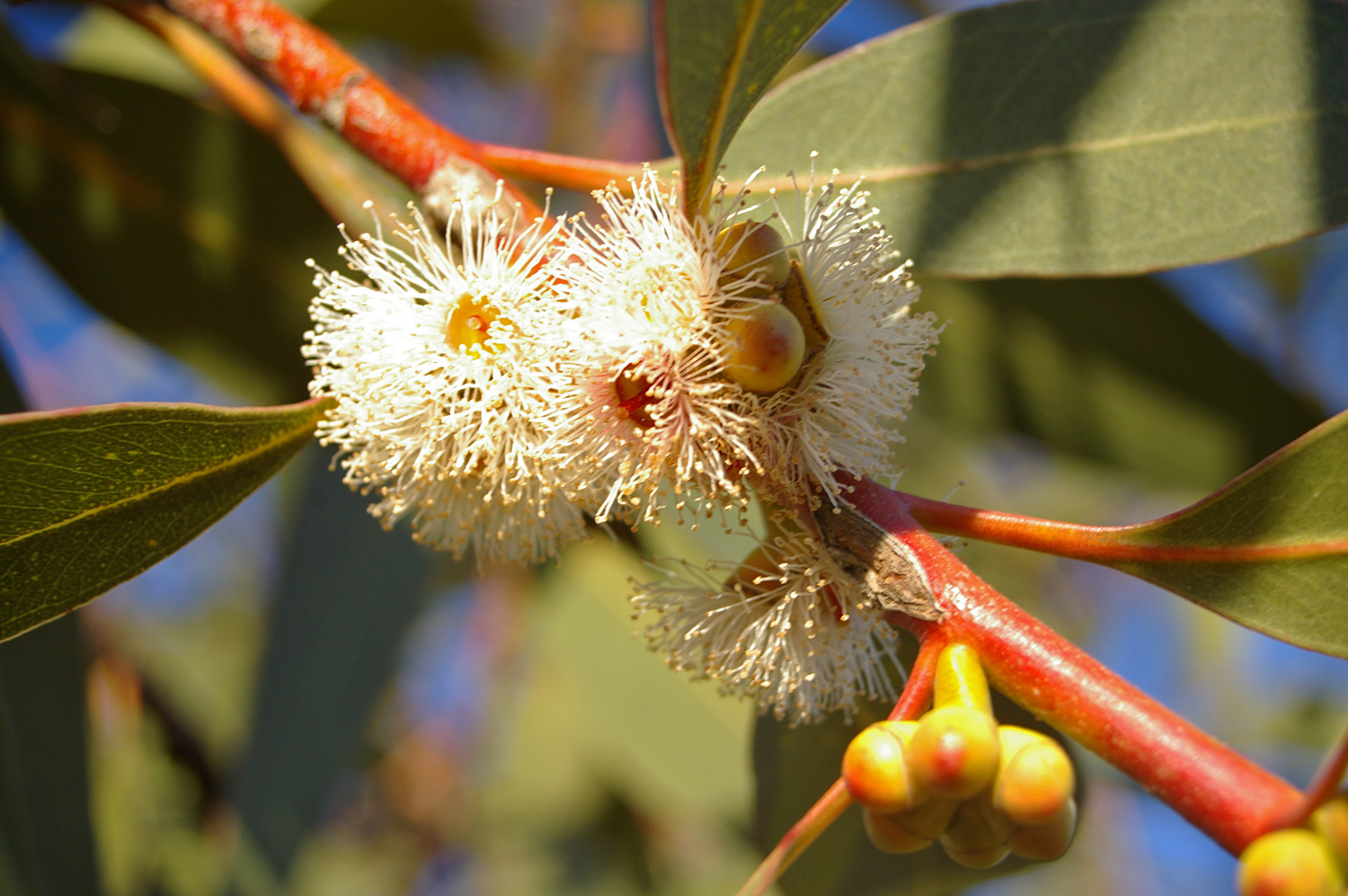
Flores de Eucalyptus dives

## Descripción
Es un pequeño árbol nativo de los bosques templados esclerófilos del sureste de Australia. Las hojas juveniles son ovadas y glaucas, y las hojas adultas son lanceoladas. Las hojas son aromáticas y contienen gran cantidad de aceites esenciales, con dos formas químicas notables: los quemotipos piperitona y cineol . La producción de aceite es de un 4,7%. del peso en fresco.

## Propiedades
El  quemotipo piperitona de E.dives tiene un olor y sabor parecido a la menta. Se destila por la piperitona, la cual se usa en la producción de mentol sintético. Las hojas fueron también usadas como condimento en la colonia, especialmente en combinación con  Camellia sinensis 'planta de té'.
El quemotipo cineol de E.dives es un tipo genérico de aceite esencial, y se cultiva y destila comercialmente.
Este eucalipto también se puede usar como antigripal. La planta debe hervirse y luego se inhala.

## Taxonomía
Eucalyptus dives fue descrita por Johannes Conrad Schauer y publicado en Repertorium Botanices Systematicae. 2(5): 926. 1843.
Etimología
Eucalyptus: nombre genérico que proviene del griego antiguo: eû = "bien, justamente" y kalyptós = "cubierto, que recubre". En Eucalyptus L'Hér., los pétalos, soldados entre sí y a veces también con los sépalos, forman parte del opérculo, perfectamente ajustado al hipanto, que se desprende a la hora de la floración.
dives: epíteto
Sinonimia
- Eucalyptus amygdalina var. latifolia H.Deane & Maiden	[3]